# Zendon Hamilton
Zendon Alfonso Hamilton (Floral Park, Nova York, 29 d'abril de 1975) és un exjugador i entrenador de bàsquet nord-americà. Amb 2,11 metres d'alçada, jugava en la posició de pivot.

## Carrera esportiva
Va jugar durant quatre temporades amb els Red Storm de la Universitat de St John's. Després de no ser triat en el Draft de l'NBA del 1998, va fitxar pel Fórum Filatélico de la lliga ACB, substituint a Adrian Caldwell. La temporada següent va fitxar com a agent lliure pels Dallas Mavericks de l'NBA, però va ser tallat abans del començament de la competició, marxant llavors a la lliga grega per jugar a l'AO Dafni. L'any 2000 va fitxar pels Los Angeles Clippers, amb els que únicament va arribar a disputar 3 partits. Després va ser reclamat pels Denver Nuggets, on va jugar la temporada completa.
En 2003 va fitxar per deu dies amb els Toronto Raptors, tornant posteriorment a la lliga ACB per jugar al Joventut de Badalona, on va entrar pel lesionat Paul Shirley. Després va tornar al seu país per jugar a la CBA, però va ser reclamat poc després pels Philadelphia 76ers, amb els que va completar la temporada. La temporada següent va fitxar pels Milwaukee Bucks, els qui poc després el van traspassar al costat de Mike James als Houston Rockets, però va ser acomiadat abans del començament de la competició. Va signar llavors amb Cleveland Cavaliers. A partir d'aquest moment, va jugar en diferents equips de Polònia, Rússia, Síria i Ucraïna, fins a fitxar el 2012 pel Larre Borges de la lliga uruguaiana, on amb 37 anys el 2012 va anunciar la seva retirada.
Un any després, el 2013, s'inicià com a tècnic assistent dels Idaho Stampede, un equip depenent dels Blazers.